# Kristin Austgulen Fosnæs
Kristin Austgulen Fosnæs  (* 30. Mai 2000) ist eine norwegische Skilangläuferin.

## Werdegang
Fosnæs, die für den Fossum IF startet, nahm bis 2020 an Juniorenrennen teil. Dabei wurde sie im Jahr 2017 Juniorenweltmeisterin im Rollski im Teamsprint und bei den Nordischen Junioren-Skiweltmeisterschaften 2019 in Lahti Neunte im Sprint und Juniorenweltmeisterin mit der Staffel. Im folgenden Jahr belegte sie bei den Nordischen Junioren-Skiweltmeisterschaften in Oberwiesenthal den 37. Platz im Sprint, den 33. Rang im 15-km-Massenstartrennen und den sechsten Platz mit der Staffel. Nach mehreren Top-Zehn-Platzierungen bei FIS-Rennen zu Beginn der Saison 2020/21, startete sie im Februar 2021 in Ulricehamn erstmals im Weltcup und holte dabei mit dem 25. Platz im Sprint ihre ersten Weltcuppunkte. Bei den U23-Weltmeisterschaften 2022 in Lygna holte sie die Goldmedaille mit der Mixed-Staffel. Zudem belegte sie dort den 15. Platz im Sprint und den 14. Rang über 10 km klassisch.

## Platzierungen im Weltcup

### Weltcup-Statistik
Die Tabelle zeigt die erreichten Platzierungen im Einzelnen.
- 1.–3. Platz: Anzahl der Podiumsplatzierungen
- Top 10: Anzahl der Platzierungen unter den ersten zehn
- Punkteränge: Anzahl der Platzierungen innerhalb der Punkteränge
- Starts: Anzahl gelaufener Rennen in der jeweiligen Disziplin
- Hinweis: Bei den Distanzrennen erfolgt die Einordnung gemäss FIS.

| Platzierung               | Distanzrennen a | Distanzrennen a | Distanzrennen a | Distanzrennen a | Distanzrennen a | Skiathlon Verfolgung | Sprint | Etappen- rennen b | Gesamt | Team   | Team    |
| Platzierung               | ≤ 5 km          | ≤ 10 km         | ≤ 15 km         | ≤ 30 km         | > 30 km         | Skiathlon Verfolgung | Sprint | Etappen- rennen b | Gesamt | Sprint | Staffel |
| ------------------------- | --------------- | --------------- | --------------- | --------------- | --------------- | -------------------- | ------ | ----------------- | ------ | ------ | ------- |
| 1. Platz                  |                 |                 |                 |                 |                 |                      |        |                   |        |        |         |
| 2. Platz                  |                 |                 |                 |                 |                 |                      |        |                   |        | 1      | 1       |
| 3. Platz                  |                 |                 |                 |                 |                 |                      |        |                   |        |        |         |
| Top 10                    |                 | 3               |                 | 1               |                 | 4                    | 1      | 1                 | 10     | 3      | 3       |
| Punkteränge               |                 | 13              | 2               | 11              | 3               | 6                    | 14     | 2                 | 51     | 3      | 3       |
| Starts                    |                 | 13              | 2               | 12              | 3               | 6                    | 16     | 2                 | 54     | 3      | 3       |
| Stand: Saisonende 2024/25 |                 |                 |                 |                 |                 |                      |        |                   |        |        |         |

### Weltcup-Gesamtplatzierungen
| Saison  | Gesamt | Gesamt | Distanz | Distanz | Sprint | Sprint |
| Saison  | Punkte | Platz  | Punkte  | Platz   | Punkte | Platz  |
| ------- | ------ | ------ | ------- | ------- | ------ | ------ |
| 2020/21 | 14     | 93.    | –       | –       | 14     | 60.    |
| 2022/23 | 190    | 69.    | 86      | 61.     | 104    | 53.    |
| 2023/24 | 830    | 24.    | 552     | 20.     | 134    | 46.    |
| 2024/25 | 1014   | 13.    | 736     | 13.     | 89     | 54.    |